# Шавин, Александр Фёдорович
Александр Фёдорович Шавин — советский хозяйственный деятель, мелиоратор, лауреат Государственной премии УССР в области науки и техники.

## Биография
Родился в 1928 году в деревне Рождествено. Член КПСС.
Окончил Московский гидромелиоративный институт им. В. Р. Вильямса.
В 1950—1953 гг. — прораб, начальник строительно-монтажного участка по строительству водохранилищ и ГЭС в степной зоне Астраханской области.
В 1953—1956 гг. — военнослужащий Советской армии в Крымской области.
В 1956—1965 гг. — преподаватель сельскохозяйственного техникума, старший инженер, начальник Салгирской оросительной системы.
В 1965—1969 гг. — заместитель начальника, в 1969—1988 гг. — начальник Крымского областного производственного управления мелиорация и водного хозяйства.
Заслуженный мелиоратор Украинской ССР.
За создание Северо-Крымскорго канала с оросительными системами и организацию высокоэффективного с/х производства в его зоне был в составе коллектива удостоен Государственной премии СССР в области науки и техники 1978 года.
Умер в Крыму после 1992 года.

## Награды
- Орден Октябрьской Революции
- Орден Трудового Красного Знамени (дважды)